# Eupelmus dryohizoxeni
Eupelmus dryohizoxeni – gatunek błonkówki  z rodziny Eupelmidae.

## Taksonomia
Gatunek został opisany w 1886 roku przez Williama Ashmeada. Epitet gatunkowy nawiązuje do nazwy galasówki z której galasu wyhodowano okazy na podstawie których został opisany.

## Budowa ciała
Skrzydła są wygięte w kształt litery "L" w taki sposób, że gdy są złożone ich tylna połowa wystaje pionowo ku górze. Mesoscutum i scutellum są dość silnie wysklepione, tak że w widoku bocznym tworzą podwójny garb w kształcie litery "M".

## Zasięg występowania
Ameryka Północna, występuje w USA oraz płd. Kanadzie.

## Biologia i ekologia
Eupelmus dryohizoxeni jest parazytoidem galasówkowatych. Gatunek dość pospolity.